# دائرة البحوث الاقتصادية
دائرة البحوث الاقتصادية (بالإنجليزية:Economic Research Service) هي دائرة تابعة لوزارة الزراعة في الولايات المتحدة (بالإنجليزية:United States Department of Agriculture) وتعتبر من الوكالات الرئيسية التابعة للنظام الإحصائي الاتحادي في الولايات المتحدة. توفر الدائرة المعلومات والبحوث في مجال الزراعة والاقتصاد.

## روابط خارجية
- الموقع الرسمي
- دائرة البحوث الاقتصادية في السجل الفدرالي